# Clot de la Masia Cremada
El Clot de la Masia Cremada és un torrent afluent per l'esquerra de la Riera de Madrona que neix al vessant nord del Serrat del Tossal de la Mula, a poc menys de 500 m. al sud-est de l'Hostal del Bordell. De direcció global cap al nord, desguassa al seu col·lector a poc més de 250 m. al nord-est de la Masia Cremada. Fa tot el seu curs pel terme municipal de Pinell de Solsonès
La seva xarxa hidrogràfica, que també transcorre íntegrament pel terme municipal de Pinell de Solsonès, està constituïda per tres cursos fluvials la longitud total dels quals suma 2.893 m.